# Pittodrie Stadium
Das Pittodrie Stadium (kurz Pittodrie genannt) ist ein Fußballstadion in der schottischen Stadt Aberdeen, Vereinigtes Königreich. Der Besitzer FC Aberdeen empfängt hier seine Gegner zu den Spielen. Die Spielstätte liegt nur rund 500 Meter von der Nordsee entfernt.

## Geschichte
Erstmals 1899 und seit 1903 dauerhaft dient die Anlage als Heimspielstätte des FC Aberdeen. Eröffnet wurde die Anlage am 2. September 1899 mit dem Spiel des damaligen Ur-Vereins FC Aberdeen gegen den FC Dumbarton (7:1). Pittodrie war das erste britische Fußballstadion im Vereinigten Königreich, das in den 1970er Jahren vollständig in ein Sitzplatzstadion umgewandelt wurde. Außerdem wurde dort erstmals ein Stadion mit einer überdachten Trainer- und Ersatzbank als Unterstand (Dugout) in den 1940er Jahren und einer Flutlichtanlage in den 1950er Jahren ausgestattet.
Das Stadion war vor seiner Umbenennung in „Pittodrie Stadium“ in den 1960er Jahren als „Pittodrie Park“ bekannt. Aktuell verfügt es – nach dem Umbau in ein reines Sitzplatzstadion – über ein Fassungsvermögen von 20.866 Zuschauern. Der Zuschauerrekord mit 45.061 Besuchern beim Viertelfinalspiel im Scottish FA Cup 1953/54 des FC Aberdeen gegen Heart of Midlothian (3:0) datiert vom 3. März 1954.
Als Höhepunkt wird allgemein die Viertelfinalbegegnung zwischen dem FC Aberdeen und dem FC Bayern München im Europapokal der Pokalsieger 1982/83 angesehen, dessen Rückspiel am 16. März 1983 im Pittodrie Stadium ausgetragen wurde. Vor ausverkauftem Hause gewann Aberdeen nach einem 0:0 im Hinspiel und einem zwischenzeitlichen 1:2-Rückstand noch mit 3:2 und zog damit in die nächste Runde des Wettbewerbs ein.
Die letzte entscheidende bauliche Maßnahme fand im Jahre 1993 statt, als die alte „Beach End Stand“ abgerissen und durch die neue „Richard Donald Stand“ ersetzt wurde. Diese ist nun die einzige in zwei Ränge unterteilte Tribüne im Stadion, was unter den Anhängern auch Kritik auslöste, da die sie nach verbreiteter Fan-Meinung die Atmosphäre der alten Beach End-Tribüne nicht erhalten konnte. Danach wurden nur kleinere Arbeiten durchgeführt, wie die Einführung des elektronischen Eingangssystems im Jahr 2006.
Das Stadion wurde auch für andere Gelegenheiten, wie beispielsweise Rugbyspiele oder für Konzerte von Elton John oder Rod Stewart, genutzt.
Aufgrund einer Vereinbarung trug der Klub Inverness Caledonian Thistle (ICT) zu Beginn der Saison 2004/05 ebenfalls seine Heimpartien im Pittodrie Stadium aus, nachdem das Caledonian Stadium von ICT den technischen Voraussetzungen der Scottish Premier League, in die der Verein aufgestiegen war, nicht genügte.
Am 29. Juli 2021 gab der FC Aberdeen bekannt, dass vor dem Stadion eine Bronzestatue von Ex-Trainer Alex Ferguson aufgestellt werden soll. Nach Ferguson sollen weitere wichtige Personen der Vereinsgeschichte aufgestellt werden. Am 22. Februar 2022 wurde die Bronzestatue von Ferguson im Stadion hinter dem „Richard Donald Stand“ aufgestellt und soll in Zukunft in das neue Stadion verlegt werden.

## Zukunft
Ein Aus- oder Umbau des Pittodrie Stadium ist angesichts seines Alters unwirtschaftlich und auch aufgrund der umliegenden Wohngebiete nicht möglich. Seit Jahren bestehen Pläne für einen Stadionneubau. Es sollte 50 Millionen Pfund kosten und 2012 gebaut werden. Ein Einzug in eine neue Spielstätte war für die Saison 2013/14 anvisiert. Größtes Hindernis für einen Neubau waren jedoch die Schulden des FC Aberdeen. Daraufhin war geplant nach Abbau der Schulden eine neue Heimstätte mit 21.000 Plätzen zur Saison 2017/18 fertigzustellen.
2018 erhielt der FC Aberdeen die Baugenehmigung. Bisher wurde nur ein Trainingsgelände mit Fußballakademie gebaut. 2020 musste der geplante Baubeginn des Stadions mit 20.000 Plätzen, wegen der finanzielle Lage durch die COVID-19-Pandemie, wieder verschoben werden.
Im Dezember 2021 gab Dave Cormack, der Vorsitzende des FC Aberdeen, bekannt, dass frühestens in der Saison 2025/26 im neuen Kingsford Stadium gespielt werden wird. Aberdeen plant zudem, die Kapazität seines neuen Stadions auf 16.000 bis 17.000 Fans zu begrenzen, wobei der Verein dadurch bis zu 16 Millionen Pfund sparen könnte.

## Galerie

Tribünenplan
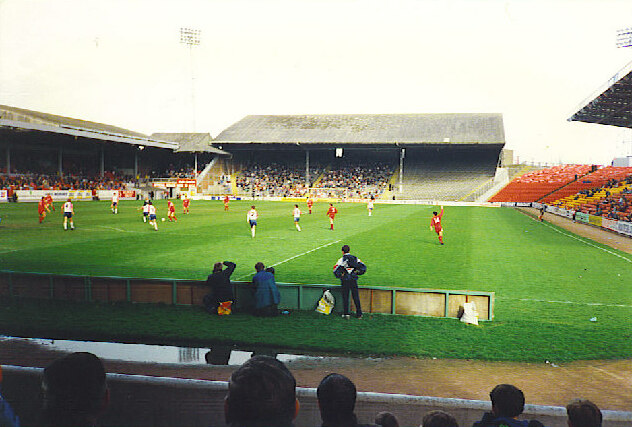
Der alte Beach Stand End, der 1993 durch den Richard Donald Stand ersetzt wurde.
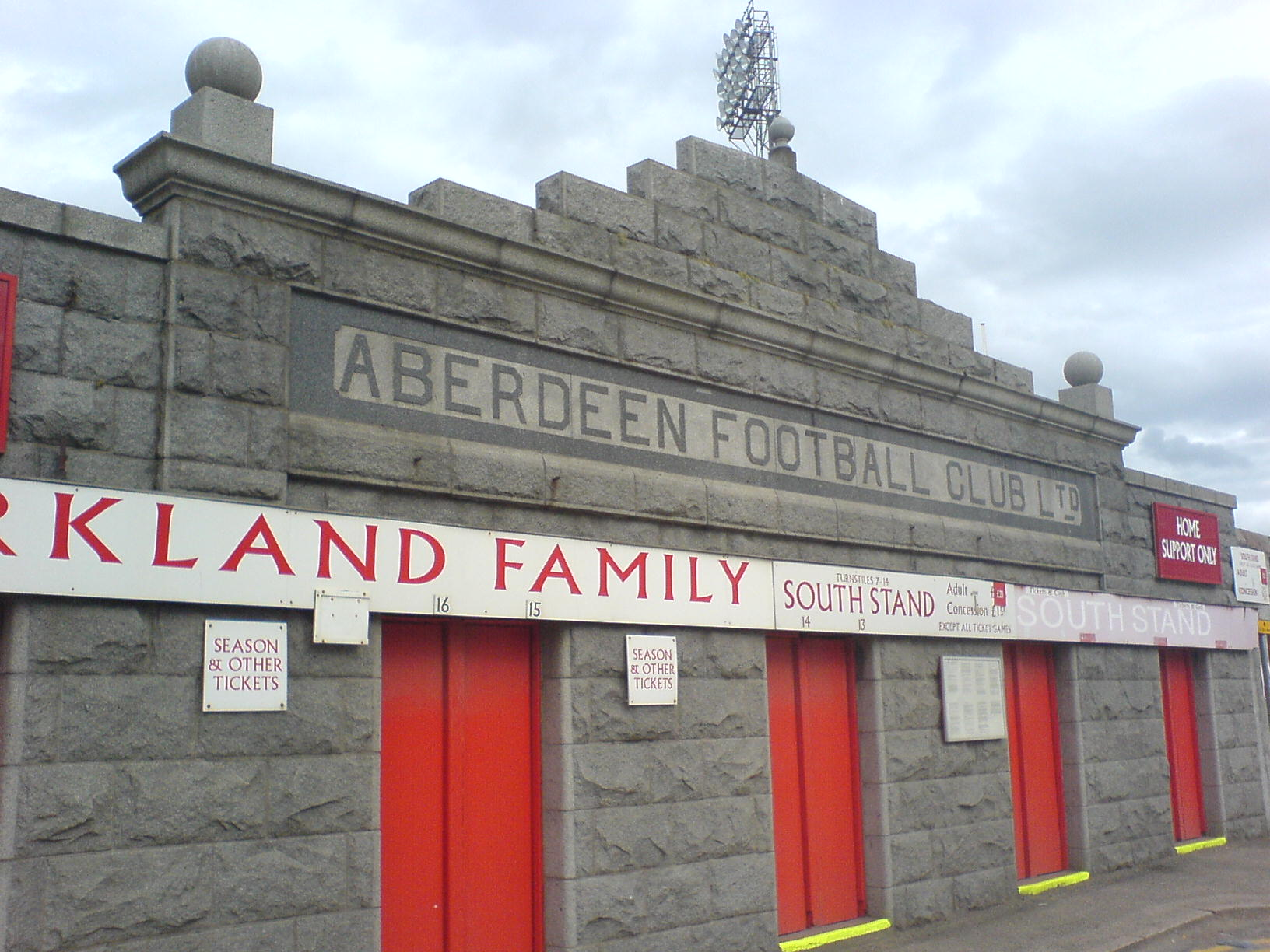
Die Granit-Fassade des Merkland Stand
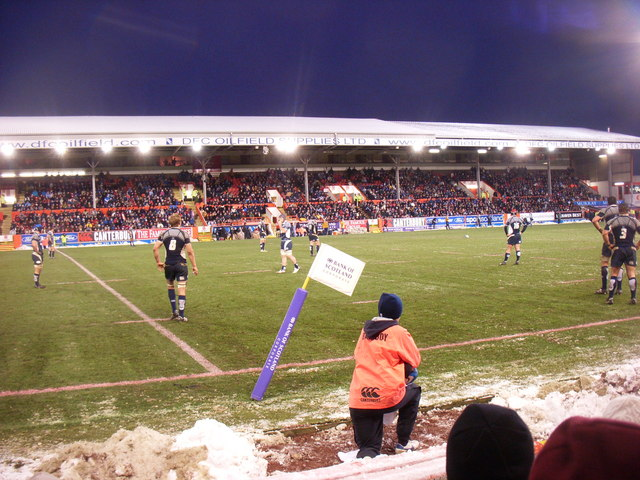
Rugby-Union-Länderspiel Schottland gegen Kanada im November 2008